# Battista Fregoso (1452-1504)
Battista Fregoso, o Campofregoso (Genova, 2 febbraio 1452 – Roma, 1504), fu il 30º doge della Repubblica di Genova.

## Biografia

Stemma nobiliare dei Fregoso

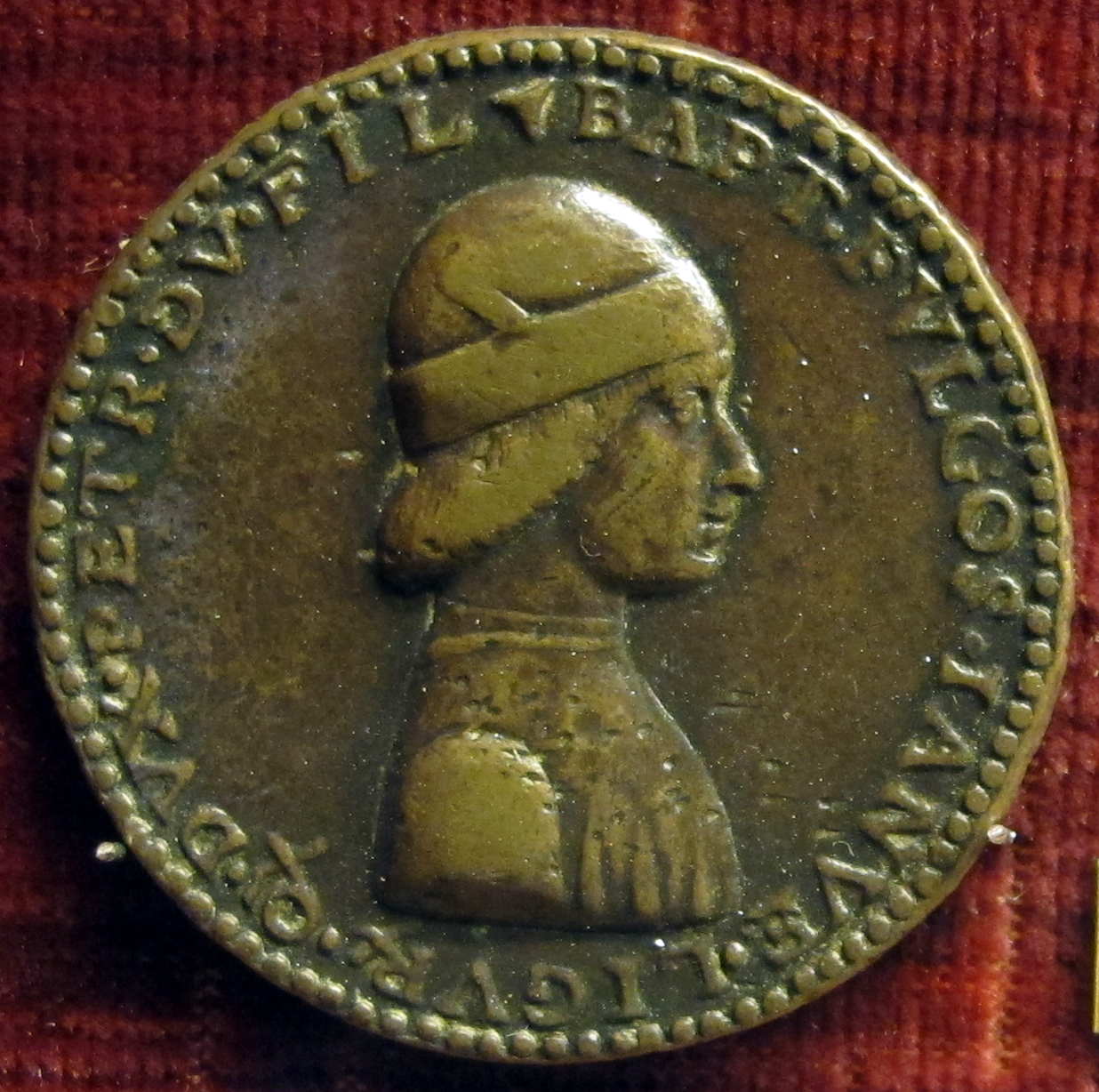
Battista Elia da Genova, medaglia di Battista Fregoso

Figlio del doge Pietro Fregoso (1412-1459) e di Bartolomea Grimaldi (figlia di Giovanni, signore di Monaco, Mentone e Roccabruna), venne chiamato Battistino, per distinguerlo dal nonno paterno. Trascorse parte della giovinezza presso gli zii, principi di Piombino. Educato da Raimondo Soncino, accostò agli studi umanistici l'esercizio delle armi. In età adulta, si dedicò anche alla scrittura di libri, dei quali il più noto porta il titolo greco di Anterote, pubblicato a Milano nel 1496; scrisse anche Baptista Fulgosi Anteros in volgare, con postille latine.
Dalla corte di Piombino, si trasferì a Novi, feudo concesso dal duca di Milano a suo padre a compenso di un suo aiuto militare. Nel 1478, approfittando della turbolenta situazione di Genova, dilaniata da continue minacce di una guerra civile tra le fazioni oligarchiche, partì da Novi con un buon numero di armati e, giunto a Genova, acquistò con la corruzione il favore di Ibleto Fieschi: con l'aiuto dell'esercito di questi, poté allontanare con la forza il doge in carica Prospero Adorno. Il 25 novembre 1478 gli venne conferito il dogato che mantenne cinque anni, sino a quando fu deposto dal suo stesso zio, il cardinale Paolo Fregoso, che rivestì il dogato per la terza volta.
Il cardinale suo zio riuscì anche per un certo periodo a sottrargli il feudo di Novi, a favore del proprio figlio naturale Fregosino. Battista fu costretto a rifugiarsi in Francia, ufficialmente per dedicarsi allo studio della storia e delle lettere. Richiamato in patria dagli oppositori di Paolo Fregoso, non riuscì tuttavia a riottenere il titolo di doge, nonostante la caduta dello zio nel 1488. Messo al bando come tutti i membri della sua famiglia, fu costretto a tornare in esilio dove scrisse l'opera Fatti e detti memorabili. Reintegrato nei suoi possedimenti da Ludovico Sforza, con il quale ebbe rapporti ambigui, barcamenandosi tra il duca di Milano e il re di Francia, non fece mai più ritorno nei suoi feudi.
Trascorse gli ultimi giorni della sua vita a Roma dove si era recato nella speranza di ricevere assistenza dal papa Giulio II. Morì nel 1504 e venne sepolto a Genova nella chiesa di Sant'Agostino.

## Discendenza
Battista sposò in prime nozze Catocchia Spinola e in seconde nozze Bernardina Torelli, figlia di Cristoforo I Torelli, conte di Guastalla e di Montechiarugolo. Ebbero due figli:
- Pietro (?-1548), condottiero degli Sforza, sposò Francesca Fieschi e poi Auriga Gambara di Brescia
- Martino, sposò Violante Salvago

## Opere
- Anteros, Milano, Leonard Pachel, 1496.